# گزینه آخر (فیلم)
گزینه آخر (به هندی: Aakhree Raasta) یا راه آخر فیلمی محصول سال ۱۹۸۶ و به کارگردانی کی. بهاگیاراج است. در این فیلم بازیگرانی همچون آمیتاب باچان، سری دوی، جایا پرادا، انوپم کهیر، دالیپ تاهیل ایفای نقش کرده‌اند.

## خلاصه داستان
دیوید (آمیتاب باچان) مرد بیسوادی است که با ماری (جایا پرادا) ازدواج کرده‌است. دیوید با کمک ماری خواندن و نوشتن یادمی‌گیرد و به خدمت سیاستمداری بنام چاتروویدی (ساداشیو آمراپورکار) در می‌آید. چاتروویدی هنگامی که دیوید در زندان است به ماری تعرض کرده و ماری خودکشی می‌کند و علت خودکشی را در نامه ای می‌نویسد.
دیوید پس از فهمیدن ماجرا به خانه چاتروویدی حمله می‌کند اما یک بازرس بنام روپ کمار (دیلیپ تاهیل) و یک پزشک بنام دکتر ورما (بارت کاپور) با کمک هم دیوید را فریب داده و نامه را می‌سوزانند. دادگاه خود دیوید را به جرم قتل ماری به حبس محکوم می‌کند و پسر دیوید یعنی ویجی بدست دوست دیوید بنام ماهش (انوپم کهیر) بزرگ می‌شود. پس از سالها دیوید از زندان آزاد می‌شود و به کلیسا می‌رود و به پدر روحانی می‌گوید که قصد دارد سه نفر را بکشد. همچنین متوجه می‌شود که پسرش ویجی ماهش را پدرواقعی خود می‌داند و از اصل ماجرا بی‌خبر است.
پدر روحانی ماجرا را به پلیس می‌گوید و ویجی (آمیتاب باچان) که افسر پلیس است پرونده را بعهده می‌گیرد. دیوید با لباس مبدل نزد پلیس می‌رود تا دربارهٔ سه قربانی با بازرس روپ کمار صحبت کند و در دفترش او را به قتل می‌رساند. ویجی رابطه عاشقانه با دختر رئیس پلیس یعنی وینیتا (سری دیوی) دارد. ویجی با استفاده از دستگاه شنود اتاق متوجه می‌شود که نام قاتل دیوید است و با بررسی پرونده اش قربانی‌های آینده را هم پیدا می‌کند. دیوید وینیتا را گروگان می‌گیرد تا به دکتر ورما برسد ولی بعد از اینکه عکس ویجی را در گردنبند او می‌بیند متوجه می‌شود که او عروس آینده اش است و رهایش می‌کند. همچنین دکتر ورما را که در هتلی تحت محافظت پلیس است به قتل می‌رساند و ویجی را از سقوط نجات می‌دهد.
ویجی خود را شبیه دیوید گریم کرده و نزد ماهش می‌رود و ماهش با تصور اینکه با دیوید طرف است شروع به بازگویی گذشته می‌کند و ویجی به اصل ماجرا پی می‌برد و با پدرش روبرو می‌شود. دیوید از ویجی می‌خواهد که به وظیفه اش عمل کند و می‌گوید «اگر تو پیروز شدی من به تو افتخار خواهم کرد و اگر من پیروز شدم تو به پدرت افتخار کن». چاتروویدی که به کشور بازگشته به اتفاق پلیس در خیابان راه می‌رود. دیوید که قصد کشتن چاتروویدی را دارد با شلیک ویجی از پای در می‌آید و چاتروویدی حلقه گل را به گردن دیوید می‌اندازد. ویجی که قصد کشتن چاتروویدی را دارد دست به اسلحه می‌برد ولی ناگهان دیوید با تمام خشمش بلند می‌شود و چاتروویدی را می‌کشد و خودش هم جان می‌بازد.